# 叶佩素
叶佩素（1958年—），浙江宁波人，中国女子田径运动员，主项为七项全能。她曾获得1978年亚洲运动会女子五项全能金牌和1982年亚洲运动会女子七项全能金牌。